# Ferulago angulata
Ferulago angulata là một loài thực vật có hoa trong họ Hoa tán. Loài này được (Schltdl.) Boiss. mô tả khoa học đầu tiên năm 1872.